# Johannes IX
Johannes IX, född i Tivoli, död år 900, var påve från januari 898 till januari 900.

## Biografi
Johannes IX var en från Tivoli bördig benediktinmunk, son till en Rampoald, och prästvigdes av Formosus. Man känner inte till när han var född, eller det exakta datumet han blev påve. Det senare inträffade första halvan av år 898.
Utnämningen av Johannes till påve blev skarpt kritiserat, och en grupp utsåg en motpåve, Sergius av Cere (som senare blev påve Sergius III). Johannes lyckades emellertid vinna tillräckligt stöd för sin utnämning, möjligen genom stöd från hertigarna av Spoleto, och Sergius exkommunicerades samt fördrevs från Rom.
Johannes IX fördömde på en synod i Rom sergianerna, utfärdade bestämmelser rörande konsekreringen av utnämnda påvar, samt erkände Lambert av Spoleto som kejsare. Under sitt pontifkat höll han flera andra synoder, där han också fördömde att Stefan VII:s avsatt flera präster, vilka återfick sina ämbeten. Johannes beordrade att både kyrkliga och civila auktoriteter skulle förhindra att den barbariska seden att plundra biskops- och påvepalats vid dödsfall fortgick.
Vid en synod i Ravenna beslutade han att alla steg skulle vidtagas för att få ett slut på våldet som begicks överallt. Slaverna i Mähren vädjade till Johannes om att få en egen hierarki för att på så sätt behålla sin självständighet mot hotet från germanerna. Utan att lyssna till de brev han fick tillsänt sig från några tyska biskopar, sanktionerade Johannes konsekrationen av en metropolit och tre biskopar för den mähriska kyrkan.
På Johannes mynt finns kejsar Lamberts namn präglat samman med hans eget. Han avled år 900, ovisst vilket datum, och är begravd precis utanför Peterskyrkan.